# Johann Henrich Mangold
Johann Henrich Mangold (Groß-Umstadt, 3 d'octubre de 1689 - 1773) fou un músic alemany.
Fundador de la nissaga de músics anomenats Mangold. Pare de Johann Wilhelm i Max i avi de Daniel August i Georg. Va ser director de l'orquestra municipal de la seva vila natal.